# Улица Яня Дикманя
Улица Я́ня Ди́кманя (латыш. Jāņa Dikmaņa iela) — улица в Риге, в Видземском предместье, в микрорайоне Скансте. Начинается от улицы Весетас, проходит в северо-западном направлении, пересекает улицу Сканстес и в настоящее время заканчивается тупиком. Проектируется её дальнейшее продолжение до улицы Лапеню.
Общая длина улицы, включая проектируемые участки, составляет 771 метр, из которых, по состоянию на конец 2019 года, фактически проложено 614 м. Движение по улице двустороннее. Общественный транспорт по улице не курсирует.

## История
Улица проложена с началом реконструкции района Скансте в первой половине 2000-х годов. Впервые упоминается в 2005 году под проектируемым названием улица Олимпиешу (латыш. Olimpiešu iela — улица Олимпийцев), поскольку проходит рядом с Олимпийским спортивным центром. Нынешнее название официально присвоено в 2006 году — в честь первого председателя Олимпийского комитета Латвии, члена Международного олимпийского комитета Янисa Дикманисa (1882—1969).

## Прилегающие улицы
Улица Яня Дикманя пересекается со следующими улицами:
- Улица Весетас
- Улица Гростонас
- Улица Сканстес